# Годин, Алексей Вячеславович
Алексе́й Вячесла́вович Го́дин (укр. Олексій В`ячеславович Годін; род. 2 февраля 1983[…], Запорожье) — украинский футболист, полузащитник.

## Биография
Родился 2 февраля 1983 года и вырос в Запорожье. С девяти лет воспитывался в футбольном клубе «Металлург» (Запорожье), играл в детских, юношеских командах. Первый тренер — Валентин Гришин. В «Металлурге» дебютировал 25 марта 2002 года в выездном матче против харьковского «Металлиста». Стал капитаном основной команды. В 2006 году играл на правах аренды в симферопольской «Таврии».
В июне 2009 года перешёл в донецкий «Металлург», сыграв за клуб около 40 матчей. В июле 2012 года покинул клуб на правах свободного агента. В 2013 году вернулся в запорожский «Металлург». В июне 2015 года покинул «Металлург».
В марте 2016 года перешёл в клуб ТСК-Таврия выступающий в Премьер Лиге Крымского футбольного союза, но сыграв только 1 матч, получил травму, из за которой больше на поле не выходил и в итоге 14 апреля был отзаявлен и покинул клуб.

## Достижения
- Серебряный призёр Чемпионата Европы среди молодёжных команд (1): 2006
- Финалист Кубка Украины (3): 2005/06, 2009/10, 2011/12